# Шрёдер, Ольга Эдуардовна
Ольга Эдуардовна Шредер (в замужестве Направник; 14 (26) августа 1844, Петербург — 31 марта (13 апреля) 1902, там же) — русская оперная певица (меццо-сопрано и контральто). Жена композитора и дирижёра Эдуарда Направника.

## Биография
Окончила Петербургское театральное училище, класс Н. Вителяро и Ф. Риччи. В 1863 (по другим источникам — в 1864 году) дебютировала на сцене петербургского Мариинского театра в партии Вани — «Жизнь за царя» Михаила Глинки. По поводу дебюта певицы Александр Серов писал: 
«Недостатки в пении Ольги Шредер, конечно, есть, и даже значительные, но, право, невозможно обращать на них внимание при таких великолепных задатках чарующего голоса и симпатичной оживленной игры, невозможно замечать мелочи при полном обаянии от расцвета перед нами редко даровитой, истинной художественной натуры! В каждом слове, в каждом движении Ольги Шредер чувствуется призвание к театру. Она родилась для сцены, оттого с первых шагов на ней как у себя дома».
Красивый, звучный голос в сочетании с прекрасной сценической внешностью принес ей большой успех: она была приглашена на сцену Мариинского театра и в течение нескольких лет пела первые контральтовые партии, однако после пяти-шести сезонов перешла на вторые роли. Всего исполнила 30 партий в 26 операх.
Первая исполнительница партий: Изяслава («Рогнеда» А. Серовa, 1865), Ксении («Нижегородцы» Э. Направника, 1868), Афимьи («Вражья сила», 1871), Лины («Ермак» Сантиса, 1873), Захарьевны («Опричник», 1874), Дафны («Анджело» Кюи, 1-я ред., 1876).

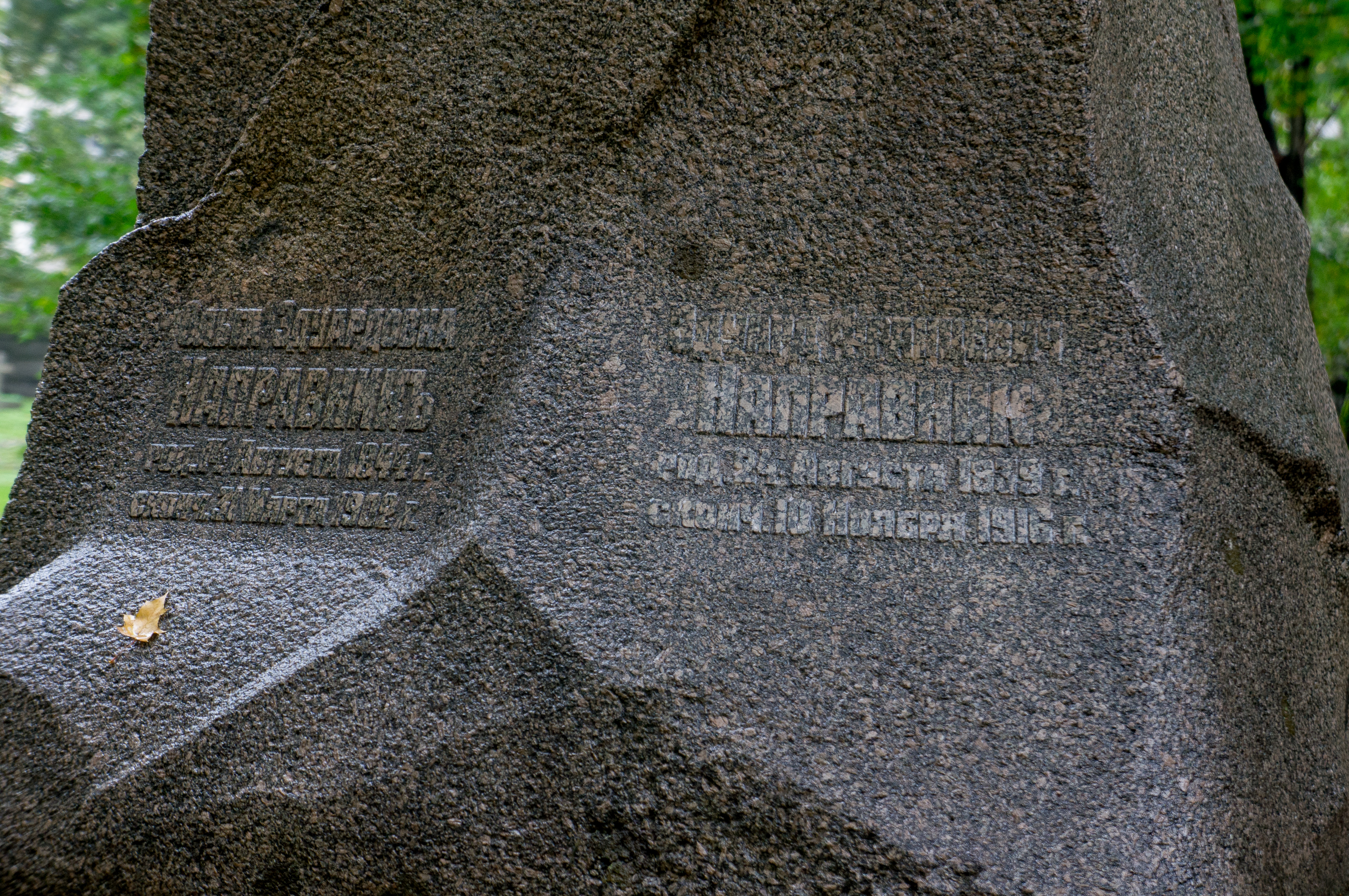
Могила на Новодевичьем кладбище

Другие партии: Флора («Травиата»); Наина, Ратмир («Руслан и Людмила», 1864); Княгиня («Русалка» А. Даргомыжского, эту партию подготовила под руководством автора, однако в ней не выступила); Нэнси («Марта, или Ричмондский рынок»); Пьеротто («Линда ди Шамуни» Доницетти), и др.
Партнёры: Пав. П. Булахов, В. М. Васильев 2-й, Г. П. Кондратьев, Б. Б. Корсов, А. П. Крутикова, Д. М. Леонова, И. А. Мельников, Ж. А. Михайловская, Ф. К. Никольский, Д. А. Орлов, И. И. Палечек, О. А. Петров, Ю. Ф. Платонова, В. И. Рааб, М. И. Сариотти.
Пела под управлением К. Н. Лядова, Э. Ф. Направника и др.
В сезон 1884—85 покинула сцену.